# Ezpeleta
Ezpeleta is een plaats in het Argentijnse bestuurlijke gebied Quilmes in de provincie Buenos Aires. De plaats telt 72.557 inwoners.